# New York City Fire Department
Het New York City Fire Department (ook wel Fire Department City of New York of FDNY) is het brandweerkorps van de Amerikaanse stad New York. Naast brandbestrijding en brandpreventie levert het korps noodhulp bij ecologische rampen en ongevallen met gevaarlijke stoffen in de vijf stadsdelen van New York. Verder is de FDNY verantwoordelijk voor de veiligheid in het New Yorkse metronetwerk en de parken van New York en heeft het korps een aparte afdeling voor medische noodhulp.
De FDNY had in 2020 17.321 medewerkers, waarvan 10.951 brandweerlieden, 4.274 paramedici en 2.096 overig personeel.
De FDNY is het grootste brandweerkorps in de Verenigde Staten en het grootste ter wereld op dat van Tokio na. Het werkgebied van FDNY omvat 147 vierkante kilometer met 8,5 miljoen inwoners.

## Geschiedenis

### De beginjaren
De voorgeschiedenis van de FDNY begint in 1648, toen er in de Nederlandse kolonie Nieuw-Amsterdam een brandweerreglement werd aangenomen. Peter Stuyvesant huurde vier brandwachten in om te controleren op brandgevaar van de houten huizen. Het reglement voorzag in zware boetes als mensen hun schoorstenen niet goed veegden. Uit de opbrengst van de boetes werden koevoeten, ladders, emmers en laarzen gekocht en er werd een brandwacht van acht mannen opgericht. Zij mochten huizen binnengaan om te controleren op schone schoorstenen en het verplichte aantal leren blusemmers en stonden bekend als de gluurders. Ook patrouilleerden ze van zonsondergang tot zonsopgang door de straten van Nieuw-Amsterdam om beginnende brandjes te blussen. Deze brandwacht wordt beschouwd als het begin van de FDNY. 

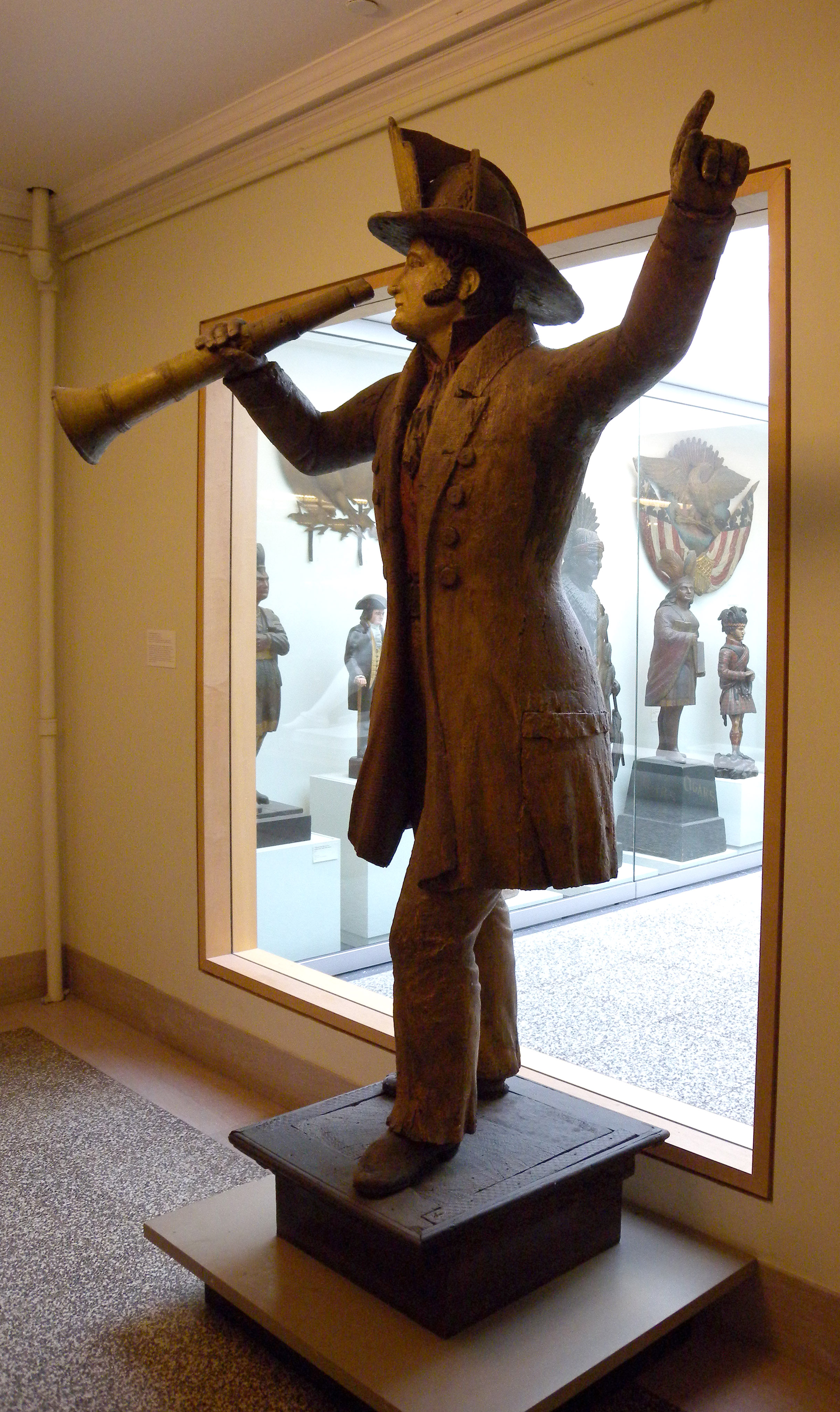
Een standbeeld van een brandweerchef uit de 19e eeuw

In 1644 namen de Engelsen Nieuw-Amsterdam over van Nederland en hernoemde de stad tot New York. In 1731 kwam de eerste echte brandweerploeg in dienst, en kreeg twee waterpompen die met de hand bediend moesten  worden. Deze twee pompen kregen de naam 'Engine Company 1' en 'Engine Company 2'. Deze pompen werden vanuit Londen naar New York gebracht. Deze pompen waren de eerste pompen die in de Amerikaanse kolonie gebruikt werden. Deze pompen werden door brandweerlieden naar de brand geduwd en ter plekke moest het water opgepompt worden om te kunnen blussen.
In 1736 kreeg de stad zijn eerste brandweerkazerne. Dit gebouw werd tegenover het stadhuis van New York gebouwd. Een jaar later werd de 'Volunteer Fire Department Of New York City' opgericht. Dertig mannen werden aangenomen en kregen vrijstelling van de dienstplicht. Deze mannen moesten in staat zijn om dag en nacht uit te rukken voor branden en zouden de Fireman of New York City genoemd worden.

#### Great New York City Fire of 1845
Op zaterdag 19 juli 1845 brak er rond half drie 's nachts een brand uit op de derde etage van de kaarsenfabriek en opslag voor walvistraan van J.L van Doren. De brand sloeg al gauw over op nabijgelegen gebouwen. Rond 3.00 ging de alarmbel af bij het stadhuis en kwamen de eerste brandweerlieden aan bij de brand. Omdat de brand te groot werd voor de FDNY, kreeg het ondersteuning van gepensioneerde brandweercommandanten en verschillende brandweerkorpsen uit Brooklyn, Newark en Williamsburg. De brand bereikte ook een grote opslag van salpeter. Engine Company 22, die daar aan het blussen was, moest het pand verlaten toen er dikke rook van de trappen naar beneden kwam. Bij de explosie werden bakstenen, explosieven en mensen de wijde omgeving ingesmeten. Uiteindelijk stond een flink deel van Lower Manhattan in brand. Op zondag tegen 13 uur was de brand geblust, ten koste van 4 brandweerlieden, 26 burgers en 346 gebouwen. De schade bedroeg zo'n $10 miljoen (tegenwoordig $278 miljoen). 
Deze zeer grote brand was de aanleiding om gebouwen van steen en ijzer te gaan construeren, bovendien werden er meerdere reserve brandweereenheden opgericht.

### 1865-1898
In 1865 werd er een wet ingevoerd dat de vrijwillige brandweer afschafte en ervoor zorgde dat de brandweereenheden van New York en Brooklyn onder direct bevel kwamen te staan van de Gouverneur. De brandweer werd toen hernoemd als ''Metropolitan Fire Department'' en als ''Metropolitian Fire District''. Deze twee brandweereenheden hebben nooit goed kunnen samenwerken. In 1870 werden deze brandweereenheden opgeheven en werden opgevolgd door de in 1865 opgerichte 'Fire Department City Of New York'. Het betaalde brandweerkorps beschermde Manhattan tegen brand. Later werden Brooklyn en Southwestern Westchester County (The Bronx) bij New York gevoegd en werd de FDNY verantwoordelijk voor de brandveiligheid in die wijken.

### 1898-2001
In 1898 werden er verschillende wijken bij New York gevoegd. Alle brandweerkorpsen uit de voormalige steden werden verenigd onder één commandant. Alleen in Staten Island bleven de vrijwillige brandweerkorpsen nog tot 1937 aanwezig, omdat ze nog niet vervangen konden worden door een betaald korps. In 1911 ontving het korps zijn eerste gemotoriseerde brandweervoertuig en in 1913 werd de FDNY academie opgericht. In 1919 kregen alle brandweerlieden een uniform.
In 1977 werd het voor vrouwen ook mogelijk om brandweervrouw te worden. In datzelfde jaar legden 90 vrouwen schriftelijke examens af en deden mee aan de fysieke testen. Er werden speciale fysieke testen uitgevoerd om ervoor te zorgen dat de vrouwen niet lid konden worden bij de FDNY. In 1982 spande Brenda Berkman een rechtszaak tegen de stad. Als gevolg hiervan werden de testen eerlijk gemaakt en konden vrouwen alsnog kans maken om lid te worden bij de FNDY. In 1977 kwamen er zes brandweerlieden om bij een grote brand in een supermarkt in Brooklyn. 

#### Aanslagen op 11 september 2001

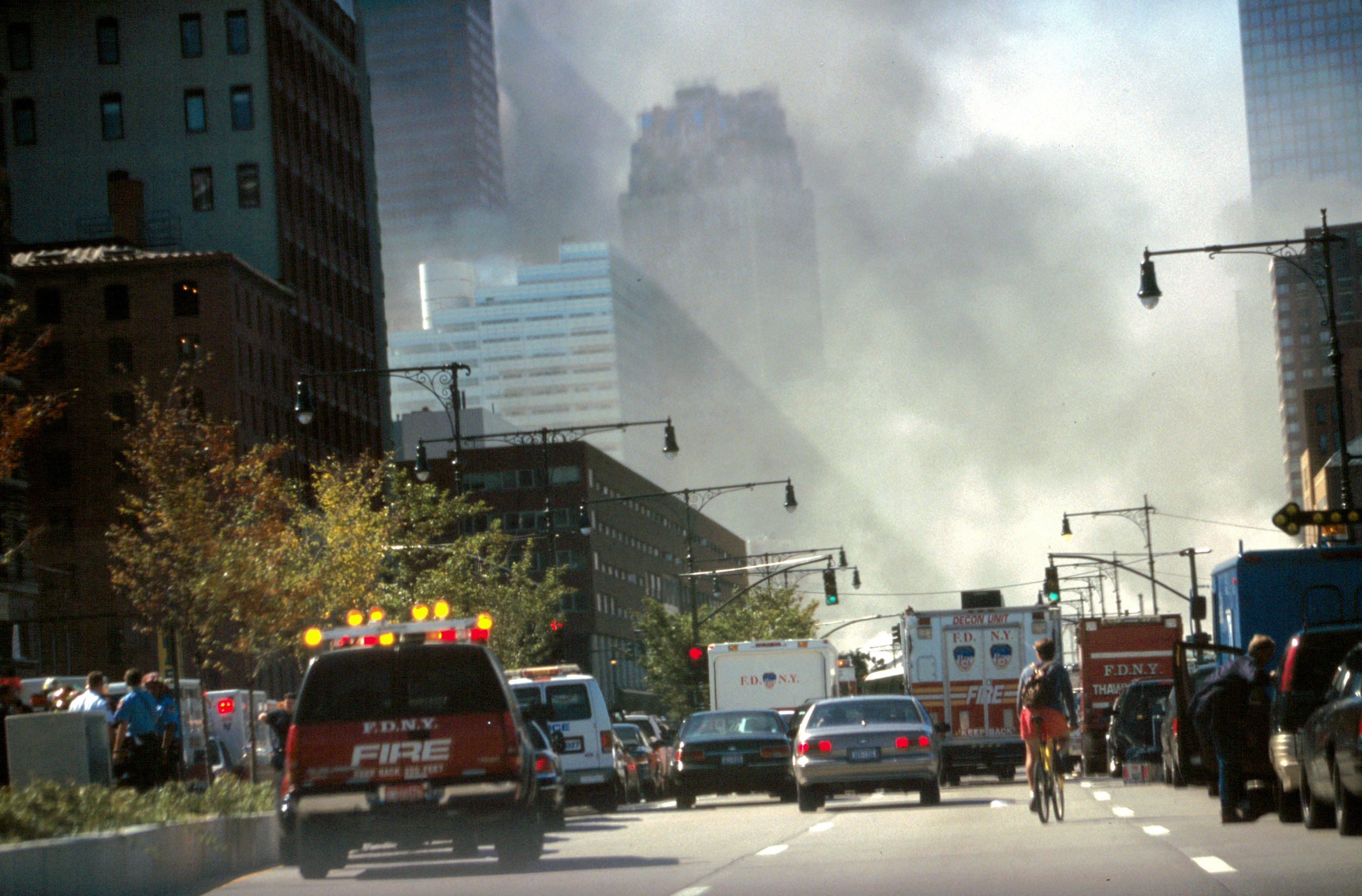
FNDY voertuigen met op de achtergrond de aanslagen op de Twin Towers

Bij de aanslagen op 11 september 2001 werden vliegtuigen gekaapt door terroristen van Al Qaida. Twee daarvan boorden zich kort na elkaar in de Twin Towers van het World Trade Center. Enkele minuten nadat de noordelijke toren geraakt was, werden er meerdere FDNY eenheden en ambulances naar de Twin Towers gedirigeerd. Brandweercommandanten richtten meerdere commandoposten op in het gebouw zelf en in de nabije omgeving. In totaal waren 121 tankautospuiten, 62 ladderwagens, 5 reddingsbrigades, 6 squadrons, 27 commandovoertuigen en vele andere eenheden aanwezig. Toen de torens instortten waren er meer dan duizend brandweerlieden, ambulancepersoneel en paramedici aanwezig. Door communicatiefouten konden veel brandweerlieden niet op tijd gewaarschuwd worden, met als gevolg dat honderden brandweerlieden vast kwamen te zitten en 343 brandweerlieden om het leven kwamen.
Het korps kreeg wel lof voor het feit dat de uitruktijd voor branden elders in New York op deze dag met slechts 1 minuut toenam naar 5½ minuut. Nadat de torens waren ingestort, begon de FDNY reddings- en bergingswerkzaamheden met assistentie van beroeps- en vrijwillige brandweerkorpsen uit New York, Long Island, Connecticut, New Jersey, Maryland, Florida en Michigan.

### 2002-heden
Na de aanslagen op 11 september 2001 werd de FNDY gehergroepeerd. Tijdens de grote elektriciteitsstoring in Noord-Amerika in 2003 kreeg de FDNY honderden oproepen van mensen die vast zaten in liften. Ook vonden er vele branden plaats doordat mensen veel kaarslicht gingen gebruiken. In 2003 werden er vier kazernes gesloten in Brooklyn, Queens en Manhattan.

## Materieel
De FDNY bestaat uit verschillende compagnieën. Elke compagnie heeft zijn eigen brandweerapparatuur en bestaat uit vier ploegen met brandweerlieden en officiers. Er zijn 218 brandweerkazernes in New York.
Momenteel zijn er zes verschillende soorten compagnieën bij de FDNY. Deze compagnieën bestaan uit 197 tankautospuiten (Engine Companies), 143 ladderwagens (Ladder Companies), 5 Rescue Companies, 8 Squad Companies, 3 Maritieme Compagnieën (Fireboats) en één compagnie voor het bestrijden van gevaarlijke stoffen (Haz-Mat). In The Bronx, Brooklyn, Queens en op Staten Island zijn er meerdere vrijwillige compagnieën. 

### Tankautospuiten (Engine Companies)

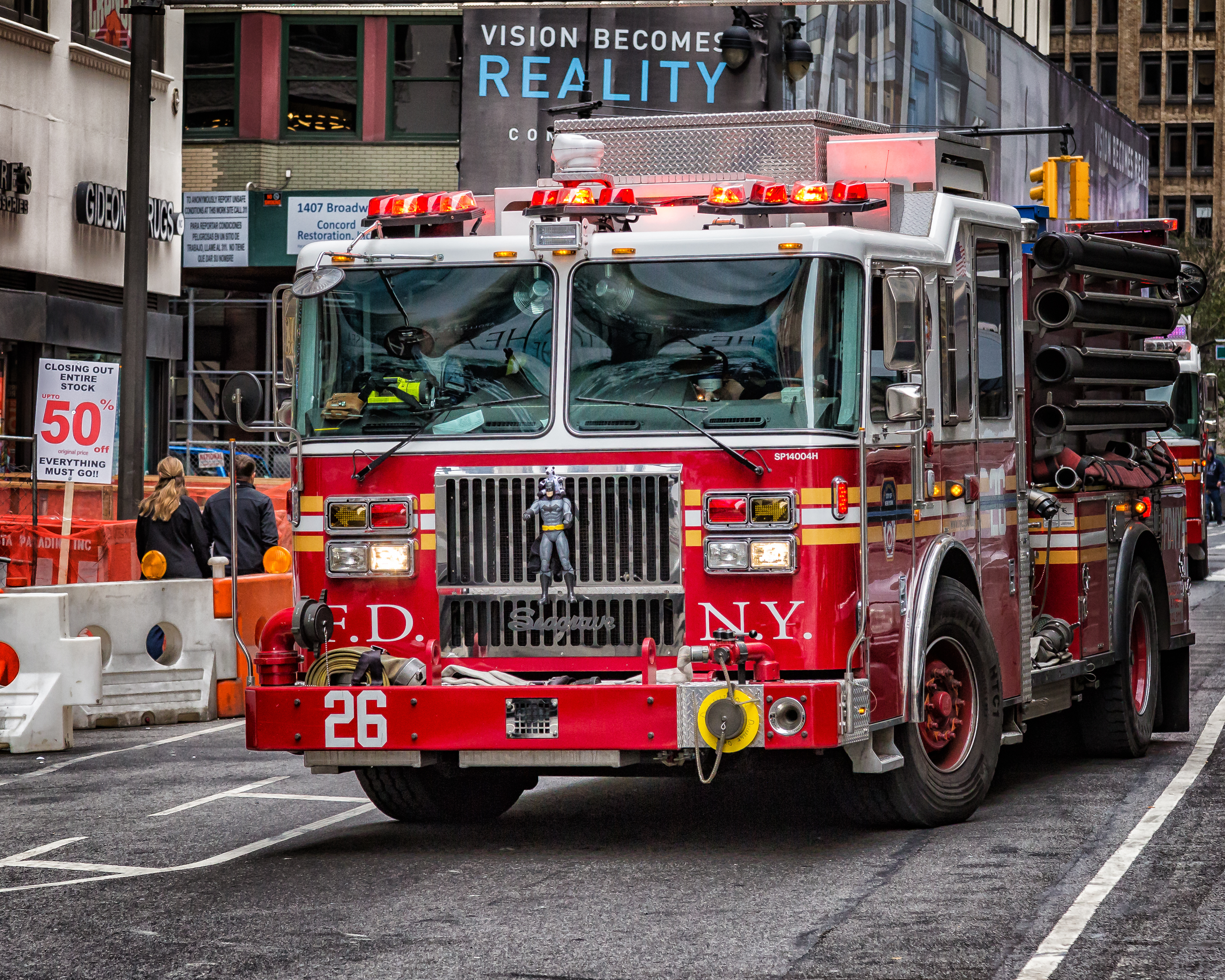
FDNY Engine 26

De FDNY gebruikt tankautospuiten en vaste brandkranen bij het blussen van branden. De tankspuiten hebben een pomp die 4 tot 7 duizend liter water per minuut kan oppompen en heeft een interne watertank van zo'n 1800 liter. Verder heeft een Engine verschillende soorten brandslangen, apparatuur om EHBO uit te voeren, ladders en gereedschappen voor het bestrijden van branden en voor het uitvoeren van reddingen.

### Ladderwagens (Truck Companies)

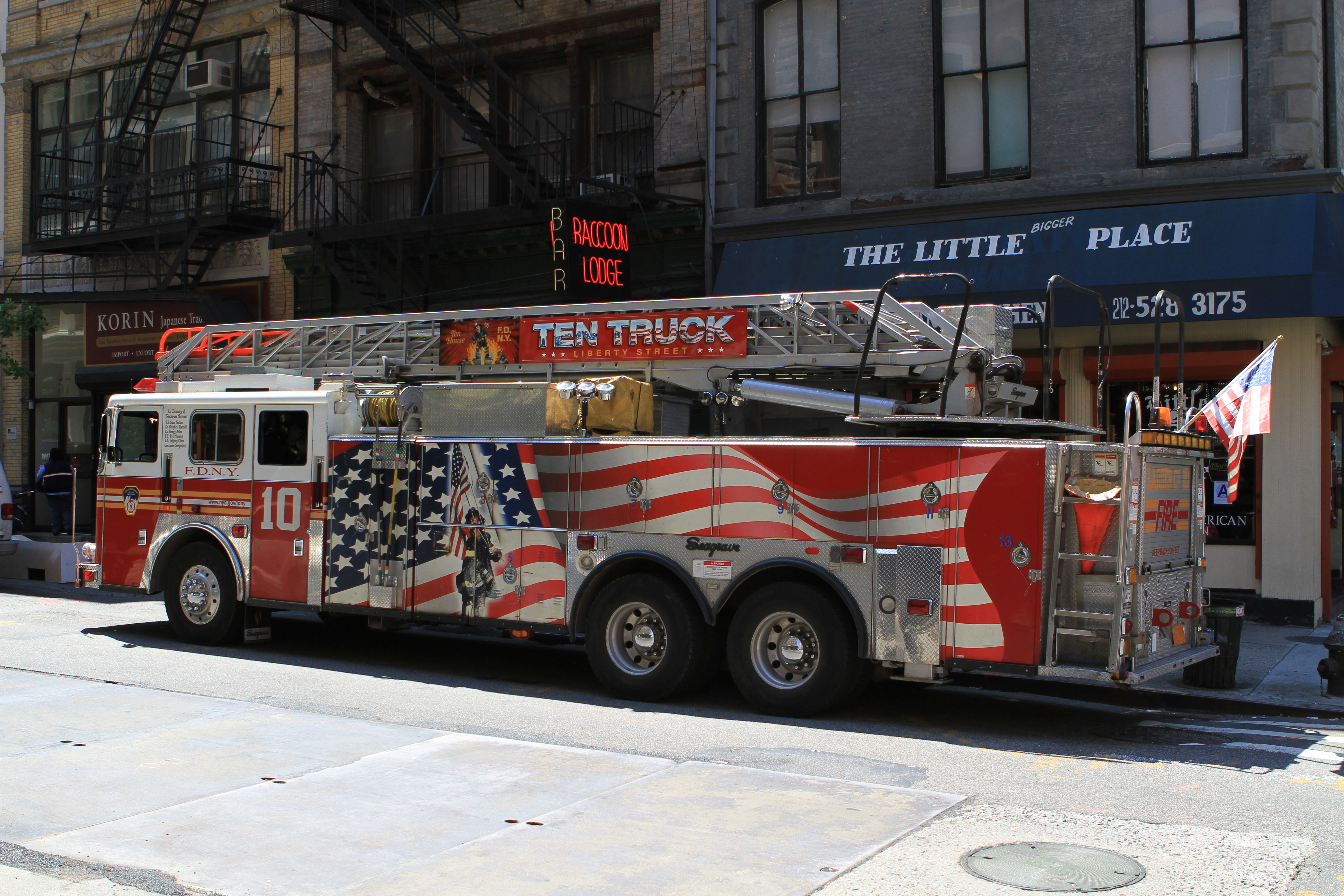
FDNY Ladder 10

De Ladderwagens van de FDNY worden onder andere gebruikt bij branden om hogere etages te bereiken, maar ook voor andere doeleinden. Een Truck Company kan drie verschillende soorten ladderwagens hebben; De Aerial Ladder, deze is uitgerust met een 30 meter hoge ladder die het mogelijk maakt voor brandweerlieden om gebouwen te betreden. Een Tower Ladder Truck, is een type ladderwagen die gebruikt wordt om branden van een veilige afstand te blussen. De ladders zijn 10 tot 15 meter hoog, bevatten een giek en een bluskanon. En daarnaast de Hook and Ladder Truck, dit is een speciale ladderwagen. De ladder en bediening bevinden zich op een aanhanger die getrokken wordt door een truck. De ladder is 30 meter hoog en wordt gebruikt om gebouwen te betreden en te verlaten. Zowel de truck als de aanhanger hebben bestuurbare wielen. Dit zorgt voor meer wendbaarheid. Elke ladderwagen is uitgerust met een ventilatiesysteem en heeft een ruim scala aan blus- en reddingsapparatuur aan boord.

### Rescue Companies
De FDNY Rescue Companies bestaan uit ervaren, speciaal getrainde brandweermensen. De brandweerlieden kunnen omgaan met lastige branden en reddingsmissies die buiten het bereik van de Engine- en Ladder companies vallen. Voor deze taken worden speciale brandweerwagens gebruikt die uitgerust zijn met een ruim scala aan gereedschappen en andere uitrustingen. Met deze uitrustingen zijn de brandweerlieden in staat om reddingen uit te voeren in nauwe ruimtes, reddingsacties met graafwerkzaamheden, slachtoffers te bevrijden die klem zitten in voertuigen en om reddingen onder water uit te voeren. Er zijn vijf Rescue Companies in New York, die elk een eigen verzorgingsgebied hebben. Daarnaast zijn er ook nog reserve eenheden, die gebruik maken van ouder materiaal. Ook beschikt elke Rescue Companie over een Collapse Rescue Vehicle, die gebruikt worden om slachtoffers te bevrijden uit ingestorte bouwwerken.

### Squad Companies
De Squad Companies zijn, net als de Rescue Companies, speciaal getrainde brandweerlieden. De Squad Companies zijn opgericht om extra bijstand te leveren aan de bestaande Engine en Ladder Companies. Tegenwoordig zijn de Squad Companies oproepbaar voor alle noodgevallen, en hebben uitrustingen bij zich om speciale reddingen uit te voeren. Enkele leden van de Squad Companies zijn opgeleid om bijstand te leveren aan de enige HAZMAT eenheid van de FDNY. De HAZMAT is een speciale eenheid die kan opereren bij gevaarlijke stoffen.

### Ambulances

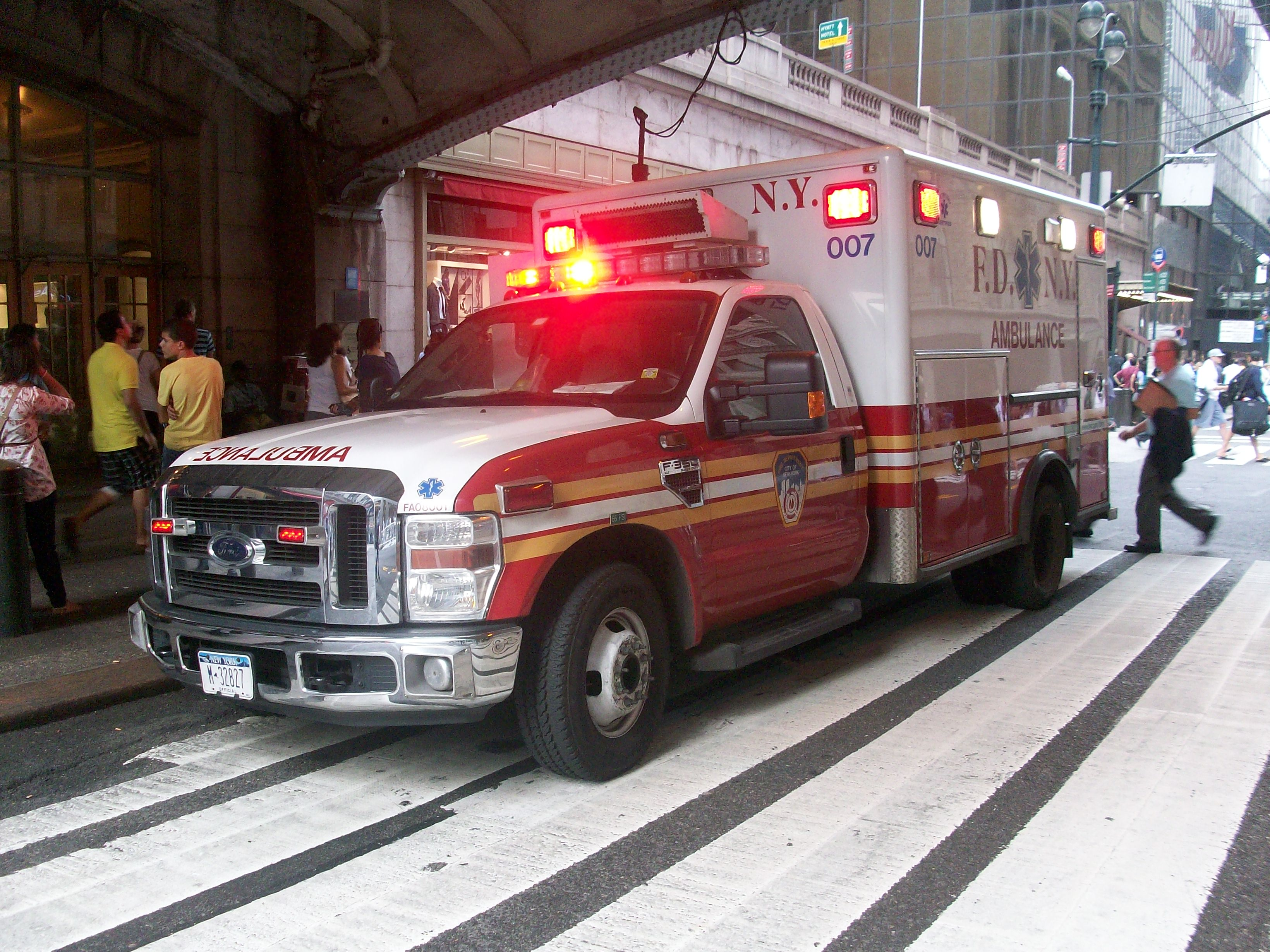
Een FDNY Type-I ambulance. Dit type ambulance, gebaseerd op een Ford F-450, is de standaard ambulance van de FNDY EMS

De ambulancediensten in New York vallen sinds 1997 onder de FDNY, nadat de ambulancetak van de New York City Health and Hospitals Corporation werd opgeheven. De FNDY opereert momenteel 676 ambulances (Maart 2022), bestaande uit verschillende types voor verschillende noodgevallen. Sinds de samenvoeging van de twee afdelingen, is de ambulancetak van de FNDY de grootste in de Verenigde Staten.
In 2020 waren er 4.274 paramedici werkzaam bij de New York City Fire Department Bureau of EMS. 
Naast de FNDY ambulances, verzorgen meerdere ziekenhuizen ook ambulances. Dit zijn ambulances die vrijwillig door ziekenhuispersoneel worden gereden, en staan onder commando van de New Yorkse meldkamer en de FNDY.
Het motto van de FDNY EMS is 'New Yorks Best' .

## Organisatie en structuur
Zoals de meeste brandweerkorpsen in de VS heeft de FDNY een paramilitaire structuur. De leiding van de FDNY bestaat uit een ‘Fire Commissioner’ en een ‘Chief of Department’. De Fire Commissioner is de leider van de FDNY die door de burgemeester wordt aangewezen en heeft een administratieve rol. De Chief of Departement heeft de leiding over de manschappen en materieel. Onder de Chief of Department vallen ook de Chief of EMS, Chief of Fire Operations enz. 
De FDNY is opgedeeld in vijf borough commands, met een ‘Borough Commander’ aan het hoofd. Elke borough command is opgedeeld in negen divisies. De leider van een divisie is een ‘Deputy Chief’. Elke divisie bestaat uit vier tot zeven bataljons. De leider van een bataljon is een ‘Battalion Chief’. Elk bataljon bestaat uit 3 tot 7 kazernes en heeft tussen de 180-200 brandweerlieden. Elke kazerne heeft maximaal drie ploegen. De leider van een ploeg is een kapitein en heeft de leiding over drie luitenanten en tussen de 12 en 20 brandweerlieden. Per ploeg rijden er vier brandweerlieden in een tankautospuit, vijf in een autoladder of reddingsvoertuig en zes man in een gevaarlijk stoffen brandweerwagen. 
De meeste ploegen werken in een 15-uursdienst (18.00-9.00 of 9.00-18.00). Sommige ploegen draaien een 24-uursdienst en hebben dan drie dagen verlof.

## Communicatie
Alle communicatie van de FDNY loopt via twee meldkamers. De eerste meldkamer (Public Safety Answering Center 1) bevindt zich in Brooklyn en dekt Brooklyn en Staten Island. De tweede meldkamer (Public Safety Answering Center 2) staat in The Bronx en dekt Queens, The Bronx en Manhattan. Alle telefoontjes naar de FDNY lopen via een dispatcher en die bepaalt welke kazernes en materiaal er ingeschakeld moet worden. De dispatcher bepaalt ook of er politie aanwezig moet zijn of niet.
De meest voorkomende manier om de FNDY te benaderen is het alarmnummer bellen. 911 telefoontjes worden door de meldkamer van de NYPD beantwoord en worden daarna naar de FDNY doorgeschakeld. Daarnaast bevinden zich er in New York vele alarmboxen. Deze bevinden zich op straat en in gebouwen. Via deze boxen kunnen mensen de politie en de brandweer bereiken. Daarnaast zijn er ook nog automatische brandalarmen en kan men naar de kazerne lopen om een noodgeval te melden.  